# Anleitung zur Kenntniss der Gewächse
Anleitung zur Kenntniss der Gewächse (abreviado Anleit. Kenntn. Gew.) es un libro con ilustraciones y descripciones botánicas que fue escrito por el botánico y médico alemán Curt Polycarp Joachim Sprengel y publicado en Halle en tres partes en los años 1802 a 1804, con una segunda edición en 1817-1818.

## Publicación
- Parte nº 1, 7 Sep 1802;
- Parte nº 2, 11 Dec 1802;
- Parte nº 3, 28 Mar 1804
- Parte nº 1, 13 Apr 1817;
- Parte nº 2(1), 20 Apr 1817;
- Parte nº 2(2), 31 Mar 1818